# Les creus de fusta
 Les creus de fusta (títol original francès:  Les Croix de bois ) és una pel·lícula francesa dirigida per Raymond Bernard, estrenada el 1932, adaptació de la novel·la Les Croix de bois de Roland Dorgelès. Ha estat doblada al català

## Argument
A França, durant la Primera Guerra mundial, Gilbert Demachy, estudiant de dret, s'allista per lluitar contra l'invasor alemany. La línia del Front sembla estancar-se a la Xampanya. Enterrat a les trinxeres, cada contrincant espera passar a l'ofensiva.

## Repartiment
- Pierre Blanchar: soldat Gilbert Demachy
- Gabriel Gabrio: Sulphart
- Charles Vanel: caporal Breval
- Raymond Aimos: soldat Fouillard
- Antonin Artaud: soldat Vieublé
- Paul Azaïs: soldat Broucke
- René Bergeron: soldat Hamel
- Raymond Cordy: soldat Vairon
- Marcel Delaître: soldat Berthier
- Jean Galland: capità Cruchet
- Pierre Labry: soldat Bouffioux
- Geo Laby: soldat Belin
- René Montis: tinent Morache
- Jean-François Martial: soldat Lemoine
- Marc Valbel: Maroux
- Christian-Jaque: un tinent

## Comentari
Pel seu tema (l'evolució mental d'un soldat, en principi idealista), aquesta pel·lícula s'acosta a The Big Parade de King Vidor (1925) o de All Quiet on the Western Front de Lewis Milestone (1930).
Pierre Blanchar i Charles Vanel van combatre realment durant la «Gran Guerra», com la majoria d'actors i figurants. Pels figurants, l'Exèrcit francès havia subministrat a alguns batallons de joves reclutes que feien el seu servei militar. No satisfet de la seva actitud, ni de les seves maneres de mantenir-se a la trinxera, Raymond Bernard va decidir utilitzar veterans del 14-18, amb una actitud més «verdadera». De la mateixa manera, el lloc del rodatge és un verdader camp de batalla, havent autoritzat l'exèrcit l'accés a zones militars. El rodatge va ser d'altra banda interromput diverses vegades, ja que cossos de soldats o d'obusos no esclatats pujaven a la superfície.